# Obična mirta
Obična mirta (obična mrča lat. Myrtus communis) aromatična je vrsta iz porodice mirti. To je  cvjetnica iz porodice Myrtaceae, iz južne Europe i sjeverne Afrike. 

## Opis
Obična mirta je zimzelena grmolika biljka, bijelog cvijeta i sitnog modrog ploda koja može narasti do visine 5 metara. Listovi su dugi 3-5 cm,  jednostavni su, bez palistića, nasuprotni, zimzeleni i kožasti. Listovi imaju ugodan eteričan miris, te se vrste ove porodice ubrajaju u začinsko bilje. Cvjetovi su dvospolni i pravilni, višesimetrični, s 5 lapova i 5 latica. Prašnika je mnogo, a plodnica je podrasla s mnogo sjemenih zametaka. Plod je mnogosjemena boba ili tobolac.
- M. communis
- M. communis
- M. communis
- M. communis

## Vanjske poveznice
- Samoniklo začinsko i aromatično bilje našeg Jadrana  Arhivirana inačica izvorne stranice od 13. prosinca 2007. (Wayback Machine)